# 津久井裕子
津久井 裕子（つくい ひろこ、1975年7月31日 - ）は、日本の女性声優・女優。
以前はアルカンシェル、賢プロダクション、プロダクション東京ドラマハウスに所属していた。
朗読「みどりぐみ」メンバーとしても活動中。
クラーク記念国際高等学校（秋葉原ＩＴキャンパス、仙台校）声優実技講師。
東京都出身。愛称はひろ。

## 出演作品

### テレビアニメ
- 勝負師伝説 哲也

### ゲーム
- EVE new generation（家政婦 他）
- 薔薇ノ木ニ薔薇ノ花咲ク（大家 他）

### 吹き替え
- 愛とセックスとセレブリティ（エヴァ、ヘレン他）
- アザー・ガイズ 俺たち踊るハイパー刑事!
- 恋のめまい愛の傷

### ドラマCD
- パンドラの扉（女店主）
- Pure Blue Feather（雪原葵）
- 天の祈りと大地の願い（コトコ）

### 舞台
- みどりぐみ第３回本公演「アナザーヴィーナス」
- シノハラステージング#62「改造人間哀歌2～星空の約束～」（霊能者）
- 朗読みどりぐみ・第2回「ブンナよ木からおりてこい」（鼠）
- 劇団獣申・第2回「近江夢物語～おうみゆめものがたり～」
- リーディングライブ「オルフェ・カフェ」vol.3
- 劇団軌跡・vol.3「ナツヤスミ語辞典」（ヤンマ）
- 劇団軌跡・vol.4「赤と朱のラプソディ」（大尊寺）
- 劇団軌跡・vol.5「銀河旋律」（アリマ）
- 劇団軌跡・vol.8「Fantastic Xmas」（松岡姫子）
- 劇団軌跡・番外公演「ハックルベリーにさよならを」（アベチカコ）
- 劇団駄菓子屋・第6回「いっぽんのキ」（雨宿り 他）
- 劇団駄菓子屋・第7回「火と日のじけん」（チトセ）
- 企画集団ハルベリー「非情のナンセンス」
- NPO法人国連クラシックライブ音楽劇「赤毛のアン」（ジェーン）
- 賢プロ・スクールデュオ朗読劇4「火男の火」（語り・千里／次郎）

### ラジオ
- ラヂオつくば「発車お～らい!」（パーソナリティ）
- ラジオ日本「新装開店！山田とおる商店営業中」（テルオ君コーナー）

### オーディオドラマ
- 蒼空のフロンティア 海神のイーグリット（2010年、教官）
- 疾風西遊記 終わりなき始まり（2012年、廖姫、三蔵法師[1]）
- ネタりか 音声ドラマ劇場
  - 南真里の家への電話（2018年、南真子[2]）
  - 仇討ち電話（2018年、女部長[3]）
  - オレオレ詐欺の合言葉は?（2018年、母親[4]）
  - こんなピザ配達はいやだ!（2018年、女店員[5]）